# VoluMill
VoluMill je CAM software, od společností Celeretive, který vytváří dráhy nástroje určené pro aplikace ve vysokorychlostním obrábění. Aplikace zahrnují veškerá 2 a 3 osá hrubování při frézování, od jednoduchých hranolovitých součástí až po komplexní tvary forem. VoluMill je nabízen jako samostatná verze pod názvem VoluMill Universal, která je navržena pro spolupráci s jakýmkoli CAM systémem, anebo jako integrovaný modul, který pracuje uvnitř CAM (GibbsCAM, BobCAD-CAM, SigmaNEST a Mastercam).
VoluMill řeší klasické problémy drah nástroje, které vznikají při:
- počátečním plném záběru do materiálu
- přeskoku mezi řezy
- posuvu do nových oblastí součásti
- přetěžování nástroje v rozích

VoluMill vytváří dynamické změny v hloubce řezu a/nebo upravuje velikost posuvu tak, aby nikdy nedošlo k překročení dovoleného úběru materiálu. Výsledkem těchto úprave je, že s VoluMill můžete použít mnohem větší posuvy a rychlosti než ty, které jsou doporučené výrobcem nástroje.
VoluMill dokáže až 4 násobně prodloužit životnost nástroje, pokud je správně použit.
V porovnání s ostatními typy vysokorychlostních drah nástroje, dráhy od VoluMill jsou většinou až na plnou osovou hloubku řezné části nástroje. Jsou také velmi efektivní ve vysokorychlostním obrábění v malých hloubkách, v hlubokém radiálním obrábění a v přeskocích mezi průchody, až 100% plochy nástroje může být bezpečně použito bez vynechání materiálu k odřezání.